# 4136-os busz
A 4136-os jelzésű autóbuszvonal a Jósvafő-Aggtelek vasútállomás, Bódvaszilas, Tornanádaska és Tornaszentjakab között húzódó regionális vonal, amelyet a Volánbusz Zrt. üzemeltet.

## Útvonala
Az autóbuszvonal az Aggteleki-karszt, az Esztramos-hegy, a Bódva-völgy és a Tornai-dombság körüli településeket kapcsolja össze egymással, több kisebb-hosszabb viszonylattal a nap folyamán. A járatok főként kettő településre irányulnak, Bódvaszilasra és Tornanádaskára, ahol a Miskolc–Tornanádaska-vasútvonal kettő állomása is található. Innen autóbusszal (3703, 3707) és vonattal (94) is lehetséges az eljutás a megyeszékhelyre, Miskolcra és számos másik községbe.
2024. áprilisáig egy járatpár Perkupa központjáig elközlekedett, ezen dátumtól a 4136-os buszok a Jósvafő-Aggtelek vasútállomás és Tornaszentjakab között közlekednek.
A 27-es főút mentén levő Jósvafő-Aggtelek vasútállomásról indul. Útját északnyugati irányban kezdi el Bódvaszilas felé, azonban a Ménes-patak közelében letér róla. Ebben az elágazásban néhányszor érinti Szögliget települést, ahonnan az egykori Szádvár romjai, és egy észak-Magyarországi kihalt falu, Derenk érhető el, mely szintén határos a közeli Szlovákiával, ahogyan az autóbuszvonal által feltárt községek is. A Szinpetri felé vezető úttól másik irányba, tovább a főúton régebben Bódvarákóra is kitért, azonban mára már csak a 4124-es buszokkal kiszolgált. Bódvaszilasra behajtva némely járatok a teljes részét átjárja néhány utcát kivéve. A településen a Miskolc felé vezető buszvonalakra csatlakozik, a vonatokra azonban nem, melyet később tesz majd meg. Helyette a vele szomszédos Komjátit szolgálja ki, északi peremén át. Egyenes úton a Csereháton futó 94-es vasútvonal végállomására, Tornanádaskára nyújt kitekintést, itt csatlakozik a vonatokra, melyek egyébként csak pár percben gyorsabbak a csuklósbuszoknál. A vonal 17. kilométerén Magyarország legészakibb, Tornanádaska, országhatár megállójában éles fordulatot tesz a szlovákiai határ mentén Hidvégardóra. Innen egyedüli autóbuszvonalként több törpefaluba tér ki, a helyközi járatok több esetben a freskófalut, Bódvalenkét is felfűzik útvonalukra, aztán Becskeházát, legvégül Tornaszentjakabon végállomásozik. A falu tömegközlekedésileg zsákfalu, Debréte felé nem közlekedik busz. 

## Közlekedése
Indításai a hét minden napján történnek, de az aznapi közlekedési rend jelentősen befolyásolja a járatok végállomását. Több településre jelentős, néhol az egyetlen eljutási módot biztosítja tömegközlekedéssel.

### Törzsjárművei
- a PIG-492 rendszámú Credo Econell 12 autóbusz.

### Csatlakozást biztosít
- Jósvafő-Aggtelek vasútállomáson – Kazincbarcika–Szendrő felé/felől autóbuszra (4081)
- Bódvaszilas, élelmiszerbolt megállóhelyen – Miskolc–Edelény felé/felől autóbuszra (3703, 3707)
- Tornanádaska vasútállomáson – Miskolc–Edelény felé/felől vonatra (94).

| Viszonylat                                        | Indításszám     | Közlekedési rend          |
| ------------------------------------------------- | --------------- | ------------------------- |
| Jósvafő-Aggtelek vá. ➝ Hidvégardó, kh.            | 2 oda           | tanszünetben munkanapokon |
| Jósvafő-Aggtelek vá. ➝ Hidvégardó, kh.            | 1 oda           | szabadnapokon             |
| Jósvafő-Aggtelek vá. – Tornaszentjakab, v.bolt    | 2 oda, 3 vissza | tanítási napokon          |
| Jósvafő-Aggtelek vá. – Tornaszentjakab, v.bolt    | 1 oda, 4 vissza | tanszünetben munkanapokon |
| Jósvafő-Aggtelek vá. – Tornaszentjakab, v.bolt    | 1 oda, 2 vissza | szabadnapokon             |
| Szögliget, aut. ford. ➝ Hidvégardó, kh.           | 1 oda           | tanítási napokon          |
| Bódvaszilas, élelmiszerbolt ➝ Tornanádaska vá.    | 1 oda           | tanévben munkanapokon     |
| Bódvaszilas, aut. ford. – Hidvégardó, kh.         | 1 oda           | munkanapokon              |
| Bódvaszilas, aut. ford. – Hidvégardó, kh.         | 1 oda           | szabadnapokon             |
| Bódvaszilas, aut. ford. – Tornaszentjakab, v.bolt | 1 vissza        | munkanapokon              |
| Bódvaszilas, aut. ford. – Tornaszentjakab, v.bolt | 1 oda, 2 vissza | hétvégén                  |
| Tornanádaska vá. – Tornaszentjakab, v.bolt        | 3 oda, 2 vissza | munkanapokon              |
| Tornanádaska vá. – Tornaszentjakab, v.bolt        | 3 oda, 1 vissza | szabadnapokon             |
| Tornanádaska vá. – Tornaszentjakab, v.bolt        | 3 pár           | munkaszüneti napokon      |
| Hidvégardó, kh. – Tornaszentjakab, v.bolt         | 2 oda, 1 vissza | tanítási napokon          |
| Hidvégardó, kh. – Tornaszentjakab, v.bolt         | 3 oda, 1 vissza | tanszünetben munkanapokon |
| Hidvégardó, kh. – Tornaszentjakab, v.bolt         | 1 oda           | szabadnapokon             |
| Hidvégardó, kh. – Tornaszentjakab, v.bolt         | 1 pár           | munkaszüneti napokon      |
| Tornaszentjakab, v.bolt ➝ Szögliget, aut. ford.   | 1 oda           | tanítási napokon          |
| Hidvégardó, kh. ➝ Tornanádaska vá.                | 1 oda           | munkanapokon              |
| Hidvégardó, kh. ➝ Tornanádaska vá.                | 2 oda           | szabadnapokon             |
| Tornanádaska vá. ➝ Bódvaszilas, isk.              | 1 oda           | tanévben munkanapokon     |

## Megállóhelyei
| 0 | Jósvafő-Aggtelek vasútállomás végállomás                                  | 0.0 km  | 3703, 3704, 3707, 4081, 4125 személyvonat – Jósvafő-Aggtelek [94.] |
| 1 | Szögligeti elágazás                                                       | 1.1 km  | 3703, 3704, 3707, 4081, 4125                                       |
| Tanítási napokon 3, tanszünetben munkanapokon 1; szabadnapokon 1 alkalommal érintett.                             |                                                                           |         |                                                                    |
| ∫ | Szögliget, Kossuth utca 103.                                              | ∫       | 3707, 4081, 4125                                                   |
| ∫ | Szögliget, autóbusz-forduló vonalközi végállomás                          | ∫       | 3707, 4081, 4125                                                   |
| ∫ | Szögliget, Kossuth utca 103.                                              | ∫       | 3707, 4081, 4125                                                   |
| 1 | Szögligeti elágazás                                                       | 1.1 km  | 3703, 3704, 3707, 4081, 4125                                       |
| 2 | Bódvarákói elágazás                                                       | 5.4 km  | 3703, 3707, 4124                                                   |
| 3 | Bódvaszilas, élelmiszerbolt vonalközi végállomás                          | 6.8 km  | 3703, 3707, 4124                                                   |
| Tanítási napokon 3 alkalommal érintett.                                                                           |                                                                           |         |                                                                    |
| ∫ | Bódvaszilas, iskola vonalközi végállomás                                  | ∫       | 3703, 3707, 4124                                                   |
| Tanítási napokon 4; tanszünetben munkanapokon 2; hétvégén 4 alkalommal érintett.                                  |                                                                           |         |                                                                    |
| ∫ | Bódvaszilas, autóbusz-forduló                                             | ∫       | 4124                                                               |
| ∫ | Bódvaszilas, iskola vonalközi végállomás                                  | ∫       | 3703, 3707, 4124                                                   |
| 3 | Bódvaszilas, élelmiszerbolt vonalközi végállomás                          | 6.8 km  | 3703, 3707, 4124                                                   |
| 4 | Komjáti vasúti megállóhely                                                | 8.9 km  | 3707, 4124 személyvonat – Komjáti [94.]                            |
| 5 | Komjáti, tornabarakonyi elágazás                                          | 9.2 km  | 3707, 4124                                                         |
| 6 | Tornanádaska vasútállomás / Tornanádaska vá. bej. út vonalközi végállomás | 11.6 km | 3707, 4124 személyvonat – Tornanádaska [94.]                       |
| 7 | Tornanádaska, országhatár                                                 | 16.8 km | 3707                                                               |
| 8 | Hidvégardó, kultúrház                                                     | 19.2 km | 3707                                                               |
| 9 | Hidvégardó, községháza vonalközi végállomás                               | 20.0 km | 3707                                                               |
| 10 | Bódvalenkei elágazás                                                      | 20.8 km |                                                                    |
| Munkanapokon 3; szabadnapokon 2 alkalommal érintett.                                                              |                                                                           |         |                                                                    |
| ∫ | Bódvalenke, templom                                                       | ∫       | 4124                                                               |
| 10 | Bódvalenkei elágazás                                                      | 20.8 km |                                                                    |
| 11 | Becskeházai elágazás                                                      | 21.8 km |                                                                    |
| Tanítási napokon 4/7; tanszünetben munkanapokon 3/7; szabadnapokon 4; munkaszüneti napokon 2 alkalommal érintett. |                                                                           |         |                                                                    |
| ∫ | Becskeháza, községháza                                                    | ∫       |                                                                    |
| 11 | Becskeházai elágazás                                                      | 21.8 km |                                                                    |
| 12 | Antalmajor                                                                | 23.2 km |                                                                    |
| 13 | Tornaszentjakab, vegyesbolt végállomás                                    | 25.7 km |                                                                    |